# The Mad's
The Mad's o Los Mads fue una banda de rock psicodélico y latin rock, formada en 1965 en Lima, Perú. Se caracterizaron por hacer presentaciones en exclusivas zonas de Lima y para un público selecto y privado. En 1969 son vistos en el Club Tiffany por Mick Jagger y Keith Richards y los invitan para que toquen junto a ellos en Inglaterra, grabaron en el estudio de Stargroves perteneciente a los Rolling Stones. Luego de grabar la relación entre ellos se deterioró y ello marcó el fin de esta gran banda.
Vecinos de Los Saicos en Lince, vivían a la espalda de su casa.

## Historia
La banda se formó en 1965 en el distrito de Lince bajo la idea de los hermanos Manolo y Álex Ventura. Influenciados por los nuevos grupos que se lanzaban en Inglaterra y Estados Unidos como The Beatles, The Rolling Stones, The Turtles, The Troggs o The Kinks. Llamaron a sus ensayos a Fernando Gadea y Toño Zarzar e inicialmente se pusieron Los Mad's. Luego invitaron a Billy Morgan como cantante bilingüe pues venia de una familia estadounidense. Inicialmente aparecerían en programas como Lo mejor de la semana, El Clan del 4, Ritmo en el 4, El Show de Guido Monteverde y otros programas de televisión, algo que después ya no volverían a hacer. Sus primeras grabaciones "The last time" y "I got that feeling" figurarían en un disco compilatorio llamado Ritmo a gogó, editado por El Virrey (sin autorización de ellos) que sería por varios años su único material en circulación.
A fines de 1966 salieron algunos integrantes, entraron otros y el grupo iba encontrando su identidad propia musical, Álex Ventura quien tocaba paralelamente con Los Steivos dejaría esa banda para tocar únicamente con Los Mad's. En abril de 1967 entró al grupo Richard "Bimbo" Macedo (Hijo del sonero Lucho Macedo), quien había salido de Los Shain's para reemplazar a Fernando Gadea y le agregó un ritmo latino especial al grupo. Y con esta alineación pasaron de Los Mad's a The Mad's y dejaron de ir a la televisión y a las matinales (Solo fueron a una), pues tras un incidente en la única matinal que fueron hizo que la banda se volviera exclusiva y tocara solo para un círculo propio de conocidos o fiestas privadas, es por ello que la banda no llegó a grabar LPs, para que sus seguidores cercanos no se sintieran traicionados.
A principios de 1968 el grupo tocaba en exclusivos locales como Lima Cricket , Los Cóndores de Chaclacayo y ese mismo año comenzó a funcionar el exclusivo Club Galaxy, luego llamado Tiffany en San Isidro, que inmediatamente se convirtió en el templo de la psicodelia nacional. 
En enero de 1969 Mick Jagger y Keith Richards arriban a Lima en un viaje turístico hospedándose inicialmente en el Hotel Crillón, pero del cual serían echados y luego se mudarían al Gran Hotel Bolívar, quienes los escucharían primero en una fiesta en las que aquel entonces exclusivas playas de Ancón y luego durante un concierto en el Club Tiffany e invitan a la banda a Inglaterra para que tocasen junto a ellos, lo cual la banda aceptó.
El 18 de diciembre de 1969 la banda hizo una de las presentaciones de despedida en el Colegio Santa Úrsula y en el intermedio conocieron al actor Dennis Hopper quien se encontraba en el Perú buscando una locación para su película Chinchero: the last movie. Y el 20 de ese mes tocaron en el Tiffany por última vez a las pocas semanas Manolo y Macedo ya estaban en Londres.  
A principios de 1970 Manolo y Macedo para ver la oferta de para Marshall Chess y Trevor Churchill y para agosto ya se encontraban todos los integrantes en Inglaterra. Dos semanas después Marshall Chess los llevó al Festival de la Isla de Wight donde vieron tocar muchas bandas y estuvieron en el backstage. 
Luego de esto Bimbo Macedo decidió regresar a Lima, Barrie James Wilson el baterista de Procol Harum se ofreció para tocar pero al ir con Marshall Chess este les dijo que debería ser peruano, en ese tiempo Manolo viajó a Ámsterdam y se encontró a Manongo Mujica baterista peruano de jazz, tras volver a Inglaterra el grupo comenzó a ensayar en los estudios de los Rolling Stones en Bermondsey Street. Luego grabaron un demo y algunos ensayos en Stargroves dentro de The Rolling Stones Mobile Studio, ahí se grabaron "Fly away", "Tummor bossa" y algunos jammings. 
Para 1971 las composiciones mejoraban pero la química personal iba desapareciendo y deciden dar por terminado el grupo. Álex y Manolo se quedaron en Inglaterra. Manolo ensayo por un tiempo con Brian Davison baterista de The Nice, Álex fue guitarrista del grupo Free Love y en 1975 grabó 3 temas con unos japoneses que hacían blues. Bill regresó al Perú y colaboró con Zulú en su álbum solista donde incluyó el tema compuesto por Bill "A joyful surprise" retitulado "Sueño de amor". Por su parte los dos bateristas que pasaron por la banda siguen hasta la actualidad en la música, Manongo Mujica que hace música fusión y jazz, Bimbo Macedo en salsa y ritmos latinos con rock.
En 2008 la banda realizó un concierto en Barranco y en 2010 la disquera peruana Repsychled Records anunció que sacará un disco donde incluirán temas que el grupo grabó tanto en Perú como en Inglaterra.
En 2012 realizaron dos presentaciones pero solo con Bill Morgan y Álex Ventura como integrantes originales. En 2013 se lanzó el disco titulado "Molesto" a través del sello peruano Repsychled Records, con las grabaciones que el grupo hizo entre 1970 y 1971 en Stargroves (Inglaterra) y grabaciones hechas en Lima desde 1967. En 2015 salió el álbum en directo titulado "1969 en Concierto" también a través del sello Repsychled Records, con el audio grabado en el Auditorio del Colegio Santa Úrsula.

## Discografía
"LP Varios artistas: Ritmo a Go Go"  
- "The Last Time" / "I've Got That Feeling" (El Virrey 1967)

Álbum de estudio
- Molesto (Repsychled Records 2013)[4]

Álbum en vivo estudio
- 1969 en Concierto (Repsychled Records 2015)[5]